# منتخب جنوب إفريقيا للكرة اللينة للسيدات
منتخب جنوب أفريقيا للكرة اللينة للسيدات (بالإنجليزية: South Africa women's national softball team)‏ هو ممثل جنوب أفريقيا الرسمي في المنافسات الدولية في الكرة اللينة للسيدات .

## طالع أيضًا
- منتخب جنوب أفريقيا للكرة اللينة للرجال